# Confit

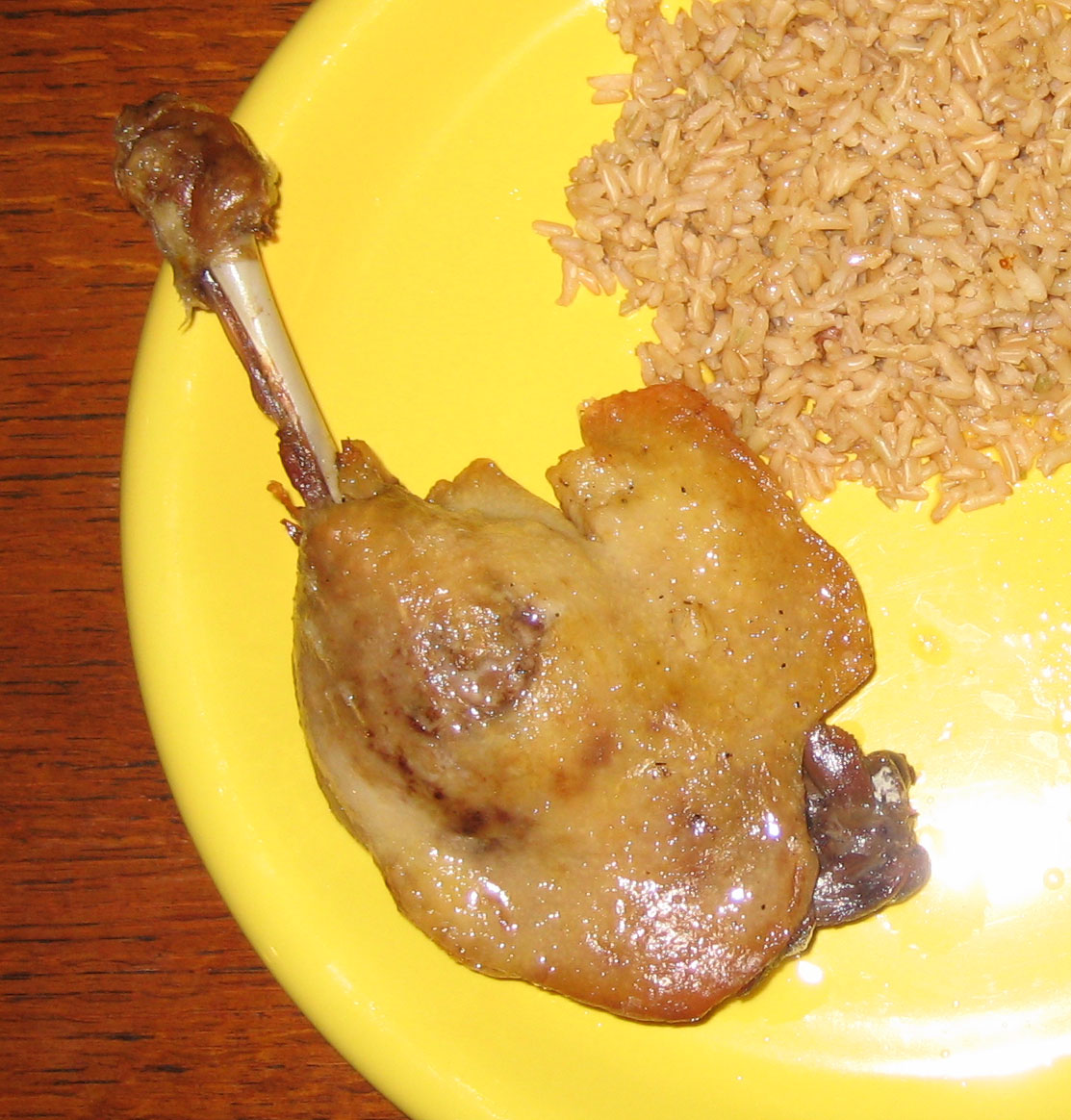
Cuisse de canard confite

Confit est le nom générique donné à divers aliments immergés dans une substance à la fois pour le goût et pour la conservation.
Scellé et entreposé dans un endroit frais, un confit se conserve plusieurs mois. Le confit est l'une des plus anciennes techniques de conservation des aliments ; c'est une spécialité du sud-ouest de la France.

## Confit de viande
Le confit de canard et le confit d'oie sont généralement préparés à partir des cuisses de la volaille. La viande est salée et assaisonné avec des herbes, et cuite lentement, immergée dans sa propre graisse fondue ; elle est ensuite conservée refroidie dans la graisse. La dinde et le porc peuvent être préparés de la même manière. Les confits de viande sont une spécialité du sud-ouest de la France (Toulouse, Dordogne, etc) et sont utilisés dans des plats comme le cassoulet. Le confit est à l'origine un moyen de préserver les viandes sans réfrigération.

## Fruits confits
Les fruits confits sont des fruits entiers ou des morceaux de fruits conservés dans du sucre. Le fruit doit être entièrement infusé avec du sucre jusqu'au noyau ; les gros fruits demandent beaucoup plus de temps que les plus petits pour être confits. C'est pourquoi les petits fruits comme les cerises sont confits entiers, tandis qu'il est assez rare de trouver des fruits de grande taille, comme les melons par exemple, confits entiers.

## Condiments confits
La cuisine italienne utilise un certain nombre de condiments confits, comme la tomate, l'oignon, le piment, et l'ail.

## Sources
- (en) Cet article est partiellement ou en totalité issu de l’article de Wikipédia en anglais intitulé « Confit » (voir la liste des auteurs).